# Hydroporus nivalis
Hydroporus nivalis é uma espécie de insetos coleópteros pertencente à família Dytiscidae.
A autoridade científica da espécie é Heer, tendo sido descrita no ano de 1839.
Trata-se de uma espécie presente no território português.